# Smittina jacquelinae
Smittina jacquelinae är en mossdjursart som beskrevs av Moyano 1983. Smittina jacquelinae ingår i släktet Smittina och familjen Smittinidae. Inga underarter finns listade i Catalogue of Life.